# Chusquea cumingii
Chusquea cumingii es una especie de caña perteneciente a la familia de las poáceas. Es originaria de Chile y solo florece cada cierto número de años.

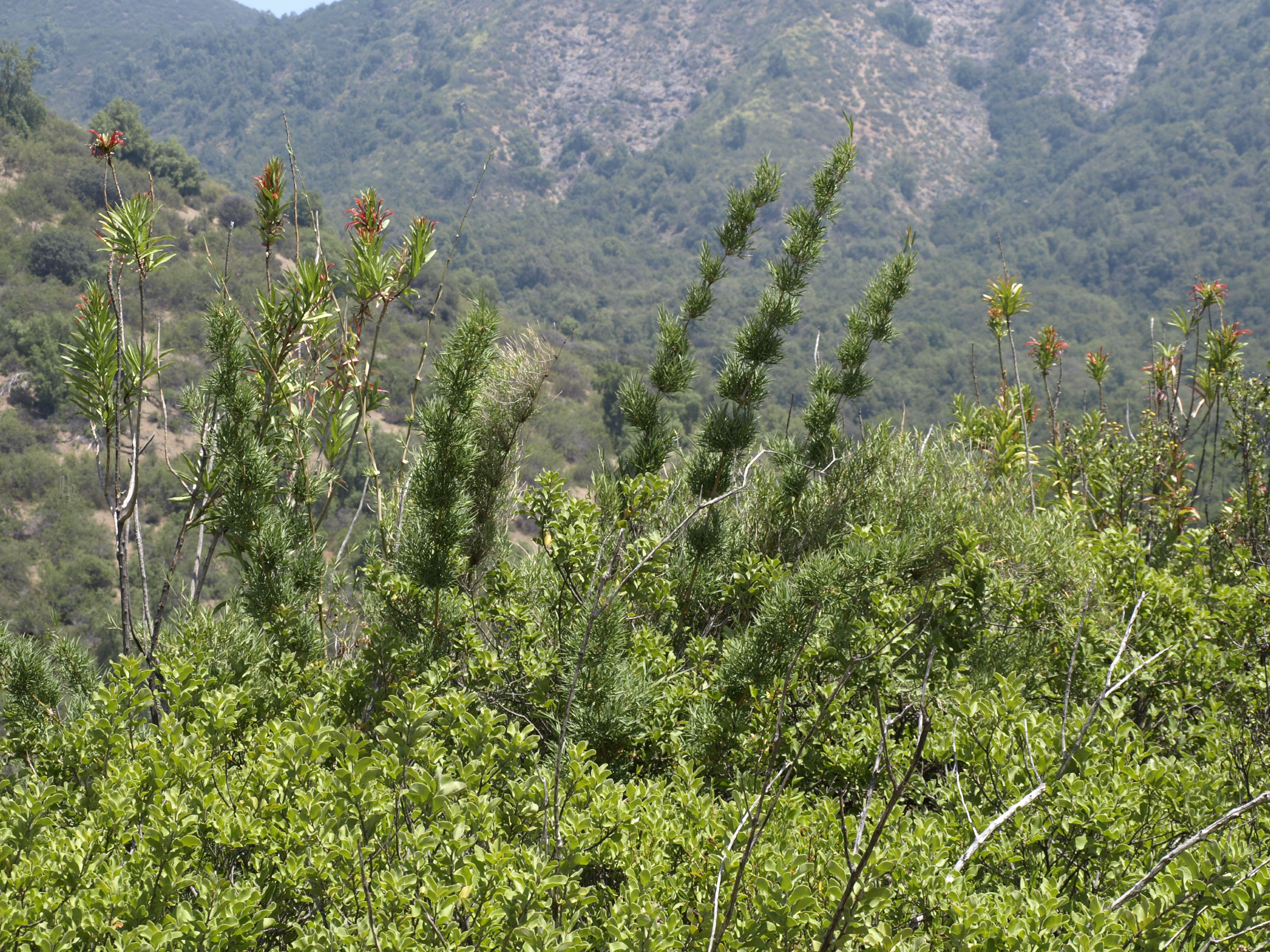
En su hábitat

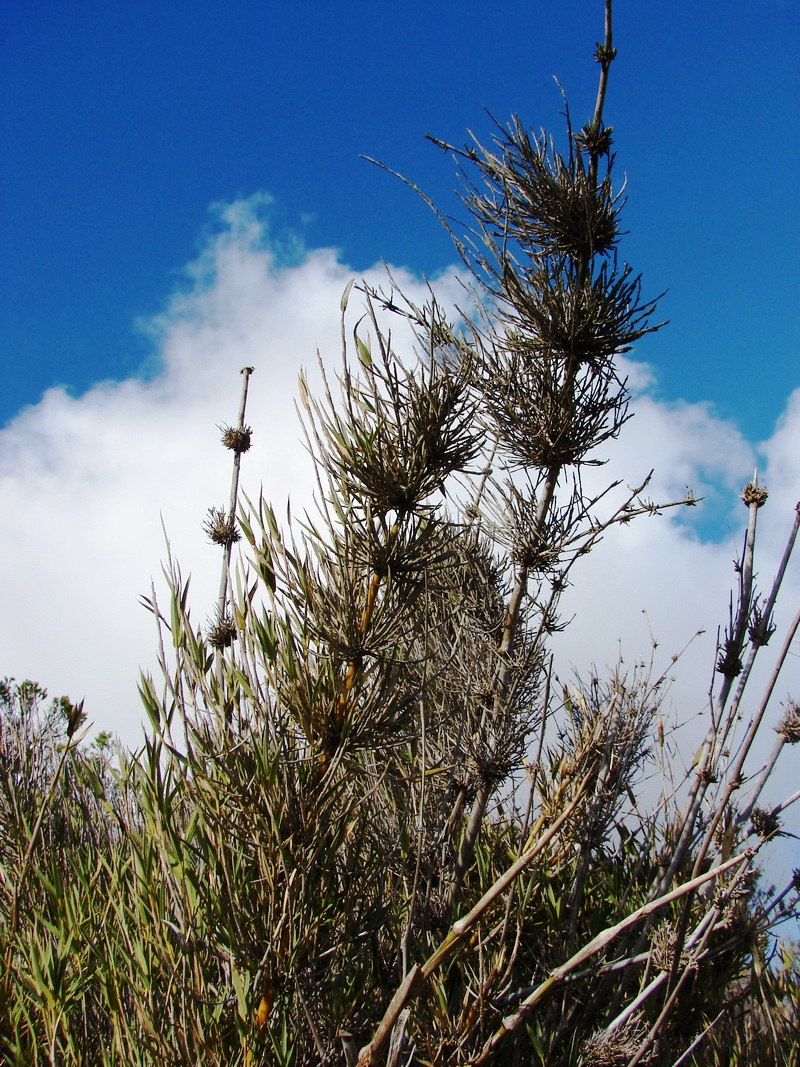
Detalle de la planta

## Descripción
Es una planta perenne que alcanza hasta 2 m de alto, con cañas lisas, cilíndricas. Las hojas son lanceolado-lineales, glabras, 3-5-nervadas, planas o con bordes subrevolutos, de bordes denticulado-escabros; la vaina glabra; lígula glabra, bilobulada. La panoja es de 2,5-4 cm de longitud, contraída, elíptico-alargada, raro subunilateral. Espiguillas lanceoladas de 7-g mm de long. Glumas carinadas, uninervadas, glabras, agudas, desiguales. Flores estériles semejantes a las glumas, 3-5-nervadas. La flor es hermafrodita, glabra; lemma subulado-mucronada, 7-nervada; pálea más corta, 4-nervada, ciliada y bimucronada. Las ameras son lineales. Tiene 2-3 estilos.

## Distribución y hábitat
Son cañas chilenas que habitan en las provincias centrales, principalmente en el litoral, desde Aconcagua a Colchagua.

## Taxonomía
Chusquea cumingii fue descrita por Christian Gottfried Daniel Nees von Esenbeck y publicado en Linnaea 9(4): 487. 1834.
Etimología
Chusquea: nombre genérico que viene del muisca chusquy, que según manuscritos coloniales significa "Caña ordinaria de la tierra". Al parecer el nombre científico fue asignado por José Celestino Mutis durante la Expedición Botánica.
cumingii: epíteto otorgado en honor del botánico inglés Hugh Cuming.
Sinonimia
- Arundo canila Molina ex Steud.
- Chusquea parvifolia Phil.[2][n. 1]

## Nombre común
- Castellano: Quila chica[4]

## Nota aclaratoria
1. ↑  La bibliografía utilizada para definir el nombre correcto y los sinónimos está en el sitio de Tropicos.org. Missouri Botanical Garden, y es la siguiente:
  - # Clark, L. G. 2000. Chusquea. In Catalogue of New World Grasses (Poaceae): I. Subfamilies Anomochlooideae, Bambusoideae, Ehrhartoideae, and Pharoideae. Contr. U.S. Natl. Herb. 39: 36-52.
  - # Marticorena, C. & M. Quezada 1985. Catálogo de la Flora Vascular de Chile. Gayana, Bot. 42: 1–157.
  - # McClure, F. A. 1973. Genera of bamboos native to the New World (Gramineae: Bambusoideae). Smithsonian Contr. Bot. 9: 1–148.